# Géographie de la Jamaïque
L'île de la Jamaïque est constituée de montagnes à l'intérieur des terres, entourées par une plaine côtière étroite. Pour cette raison, toutes les villes principales sont situées sur la côte. Les principales villes sont Kingston, la capitale, et Montego Bay.
Les chaînes montagneuses jamaïcaines s'appellent les Blue Mountains ; elles font partie des plus hauts sommets des Antilles.

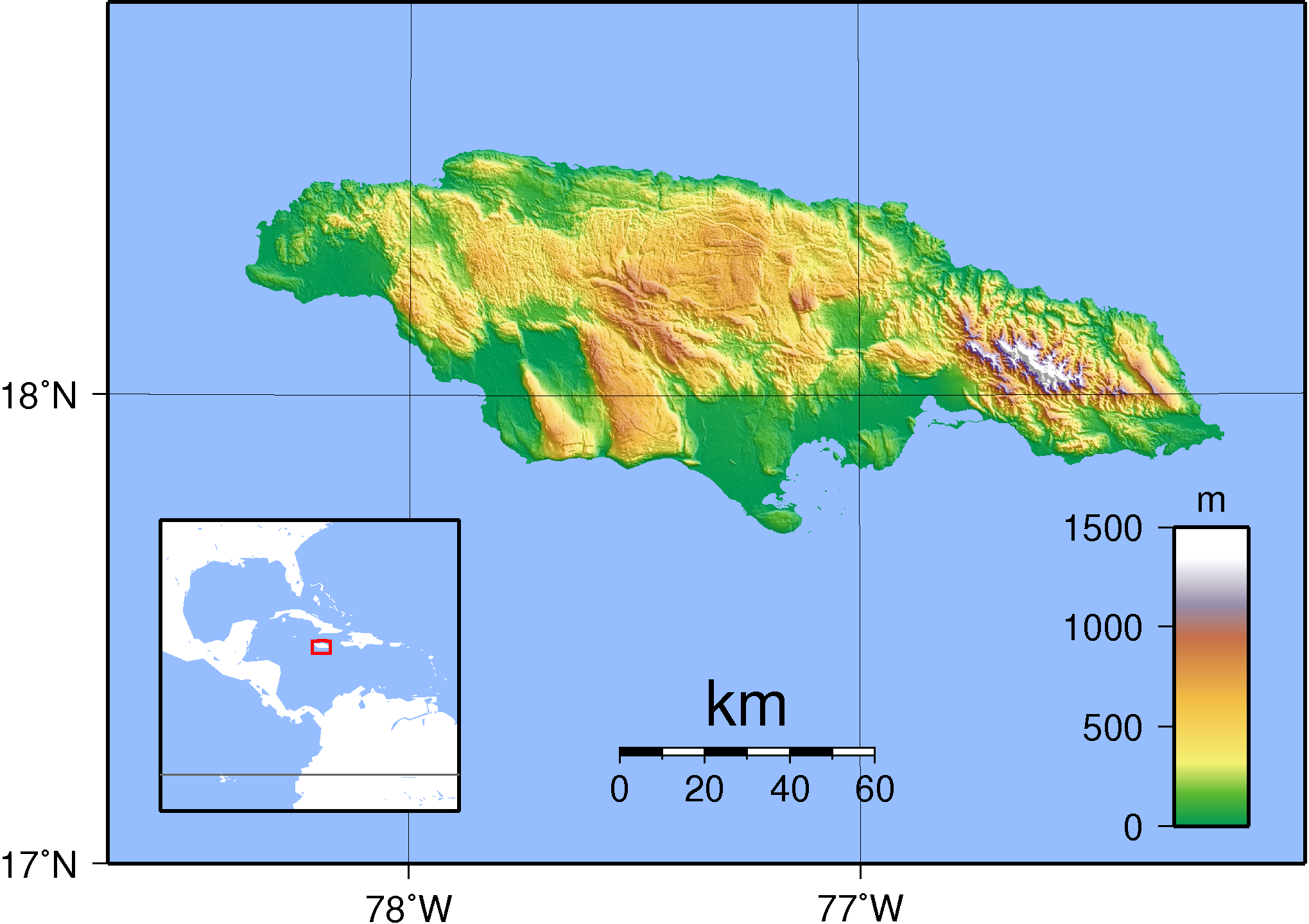
Carte topographique de la Jamaïque

## Climat
Le climat jamaïcain est tropical, avec un temps chaud et humide, bien que les terres aient un climat plus tempéré. Les précipitations sont très inégales d’une région à l’autre (le nord-est plus exposé) et sont plus abondantes de juin à décembre. Des risques de cyclone pèsent sur l'île à la fin de l’été et au début de l'automne.

## Géologie
Les deux-tiers de l'île sont constitués de plateaux calcaires ponctués de nombreuses formations karstiques dont les plus spectaculaires sont situées dans le "pays Cockpit".